# Frostbite (engine)
Frostbite is een game engine ontwikkeld door DICE, de makers van de Battlefield-serie. 
DICE gebruikt versies van Frostbite voor computerspellen als Battlefield: Bad Company, Battlefield 1943 en Battlefield: Bad Company 2. Frostbite 1.5 werd ook gebruikt voor het multiplayergedeelte van Medal of Honor, welke door DICE geproduceerd is. Het singleplayergedeelte van dit spel is ontwikkeld door een andere EA-studio die gebruikmaakte van de Unreal Engine. De nieuwste generatie van de engine, Frostbite 3, wordt gebruikt voor onder andere Battlefield 1, Need for Speed: The Run, Mirror's Edge Catalyst en vanaf FIFA 17 ook in FIFA-games.

## Typen

### Frostbite 1.0
Frostbite maakte zijn debuut in 2008 met Battlefield: Bad Company. De engine maakt het mogelijk om hdr-audio, dat verschillende geluidstypen en volumes mogelijk maakt, te gebruiken. Belangrijke geluiden kwamen op de voorgrond en achtergrondgeluiden kregen daardoor een zachter volume. Geweerschoten waren bijvoorbeeld altijd harder dan in-gamemuziek. Ook beschikt de engine over Destruction 1.0, wat het mogelijk maakt om bepaalde objecten zoals muren te vernietigen.

### Frostbite 1.5
De tweede versie van Frostbite zag in 2009 het daglicht met Battlefield 1943. Hierbij werd voor het eerst gebruikgemaakt van Destruction 2.0, de verbeterde versie van Destruction 1.0, en gaf meer mogelijkheden voor het vernietigen van de omgeving en hele gebouwen.  
In 2010 bracht DICE Battlefield: Bad Company 2, de opvolger van Battlefield: Bad Company, uit, met de functies van Destruction 2.0. Dit was het eerste spel dat Frostbite naar Windows bracht. De multiplayer van Medal of Honor gebruikt Frostbite, maar met beperkte vernietigingsmogelijkheden. 

### Frostbite 2
Frostbite 2 verscheen voor het eerst in Battlefield 3. Deze engine maakt massieve vernielingen (met Destruction 3.0), dynamische audio en een betere personage-animatie mogelijk. Het programma zou daarnaast ook vernieuwingen bevatten op het gebied van animatie, audio, rendering, schaal en vernielingen.
Frostbite 2 wordt geen Frostbite 2.0 genoemd.

### Frostbite 3
Frostbite 3 wordt onder andere gebruikt in Battlefield 1, Battlefield 4, Need for Speed: Rivals, Plants vs. Zombies: Garden Warfare en FIFA 17. Het maakt gebruik van Destruction 4.0, welke ondertussen sterk verbeterd is in vergelijking met zijn voorlopers.

## Lijst van spellen
| Titel                                        | Eerste uitgave    | Ontwikkelaar            | Versie |        |                  |         |     |
| -------------------------------------------- | ----------------- | ----------------------- | ------ | ------ | ---------------- | ------- | --- |
| Titel                                        | Eerste uitgave    | Ontwikkelaar            | Versie | Anthem | 22 februari 2019 | BioWare | 3.0 |
| Army of Two: The Devil's Cartel              | 26 maart 2013     | Visceral Games          | 2.0    |        |                  |         |     |
| Battlefield 1                                | 21 oktober 2016   | EA Digital Illusions CE | 3.0    |        |                  |         |     |
| Battlefield 3                                | 25 oktober 2011   | EA Digital Illusions CE | 2.0    |        |                  |         |     |
| Battlefield 4                                | 29 oktober 2013   | EA Digital Illusions CE | 3.0    |        |                  |         |     |
| Battlefield 1943                             | 8 juli 2009       | EA Digital Illusions CE | 1.5    |        |                  |         |     |
| Battlefield: Bad Company                     | 23 juni 2008      | EA Digital Illusions CE | 1.0    |        |                  |         |     |
| Battlefield: Bad Company 2                   | 2 maart 2010      | EA Digital Illusions CE | 1.5    |        |                  |         |     |
| Battlefield: Bad Company 2: Vietnam          | 18 december 2010  | EA Digital Illusions CE | 1.5    |        |                  |         |     |
| Battlefield Hardline                         | 21 maart 2015     | Visceral Games          | 3.0    |        |                  |         |     |
| Battlefield V                                | 20 november 2018  | EA Digital Illusions CE | 3.0    |        |                  |         |     |
| Command & Conquer                            | Geannuleerd       | Victory Games           | 3.0    |        |                  |         |     |
| Dragon Age: Inquisition                      | 18 november 2014  | BioWare                 | 3.0    |        |                  |         |     |
| FIFA 17                                      | 27 september 2016 | EA Vancouver            | 3.0    |        |                  |         |     |
| FIFA 18                                      | 28 september 2017 | EA Vancouver            | 3.0    |        |                  |         |     |
| FIFA 19                                      | 29 september 2018 | EA Vancouver            | 3.0    |        |                  |         |     |
| Madden NFL 18                                | 25 augustus 2017  | EA Tiburon              | 3.0    |        |                  |         |     |
| Madden NFL 19                                | 9 augustus 2018   | EA Tiburon              | 3.0    |        |                  |         |     |
| Mass Effect: Andromeda                       | 21 maart 2017     | BioWare                 | 3.0    |        |                  |         |     |
| Medal of Honor (multiplayer)                 | 12 oktober 2010   | EA Digital Illusions CE | 1.5    |        |                  |         |     |
| Medal of Honor: Warfighter                   | 23 oktober 2012   | Danger Close Games      | 2.0    |        |                  |         |     |
| Mirror's Edge Catalyst                       | 7 juni 2016       | EA Digital Illusions CE | 3.0    |        |                  |         |     |
| Miss Universe: The Game                      | Geannuleerd       | EA Black Box            | 3.0    |        |                  |         |     |
| Need for Speed                               | 3 november 2015   | Ghost Games             | 3.0    |        |                  |         |     |
| Need for Speed: Edge                         | 10 december 2017  | EA Spearhead            | 3.0    |        |                  |         |     |
| Need for Speed Payback                       | 10 november 2017  | Ghost Games             | 3.0    |        |                  |         |     |
| Need for Speed Rivals                        | 15 november 2013  | Ghost Games             | 3.0    |        |                  |         |     |
| Need for Speed: The Run                      | 15 november 2011  | EA Black Box            | 2.0    |        |                  |         |     |
| Plants vs. Zombies: Garden Warfare           | 25 februari 2014  | PopCap Games            | 3.0    |        |                  |         |     |
| Plants vs. Zombies: Garden Warfare 2         | 23 februari 2016  | PopCap Games            | 3.0    |        |                  |         |     |
| Rory McIlroy PGA Tour                        | 14 juli 2015      | EA Tiburon              | 3.0    |        |                  |         |     |
| Shadow Realms                                | Geannuleerd       | BioWare                 | 3.0    |        |                  |         |     |
| Star Wars Battlefront                        | 17 november 2015  | EA Digital Illusions CE | 3.0    |        |                  |         |     |
| Star Wars Battlefront II                     | 17 november 2017  | EA Digital Illusions CE | 3.0    |        |                  |         |     |
| Plants vs. Zombies: Battle for Neighborville | 18 Oktober 2019   | PopCap Games            |        |        |                  |         |     |